# Astra 1E
Astra 1E luxemburgi kommunikációs műhold.

## Küldetés
Elősegíteni a rádió- és televíziócsatornák kisméretű parabolaantennával történő analóg vételét. Ténylegesen digitális műhold.

## Jellemzői
Gyártotta a Boeing Satellite Systems, üzemeltette a Société Européenne des Satellites-Astra (SES Astra) Európa műhold üzemeltető magáncége. Az Astra 1L pályára állítását követően pozíciójából áthelyezték.
Megnevezései:  COSPAR: 1995-055A; SATCAT kódja: 23686.
1995. október 19-én a Guyana Űrközpontból, az ELA–2 jelű indítóállványról egy Ariane–4 (42L-3 V79) hordozórakétával állították közepes magasságú Föld körüli pályára (MEO = Medium Earth Orbit). Az orbitális pályája 1436,07 perces, 3.44° hajlásszögű, Geoszinkron pálya perigeuma 35 778 kilométer, az apogeuma 35 806 kilométer volt.
Alakja prizma, méretei 2,3 x2,5x 2,5 méter. Tömege 3014 kilogramm. Szolgálati idejét 14 évre tervezték. Három tengelyesen stabilizált (Nap-Föld érzékeny) űreszköz. 66 televíziós csatorna adását biztosította Nyugat-Európa és a Kanári-szigetek részére. Telemetriai szolgáltatását antennák segítik. Információ lejátszó KU-sávos, 18 (12 aktív+6 tartalék) transzponder biztosította Európa lefedettségét. Az űreszközhöz napelemeket rögzítettek (kinyitva 26 méter; 4 150 W), éjszakai (földárnyék) energia ellátását újratölthető kémiai, nikkel-hidrogén akkumulátorok biztosították. A stabilitás és a pályaelemek elősegítése érdekében (monopropilén hidrazin) gázfúvókákkal felszerelt.
2014. július 23-án kikapcsolták.